# Ủy viên Quốc vụ
Ủy viên Quốc vụ (tiếng Trung: 国务委员; bính âm: Guówù Wěiyuán) là một vị trí nhiều quyền lực trong Quốc vụ viện Cộng hòa Nhân dân Trung Hoa, tức Chính phủ Trung Quốc. Vị trí này chỉ thấp hơn phó thủ tướng và đứng trên các bộ trưởng. Chức vụ trong Tổ thành nhân viên Quốc Vụ viện.
Ngày 4 tháng 5 năm 1982, tại Hội nghị thứ 23 Ủy ban Thường vụ Đại hội Đại biểu Nhân dân Toàn quốc khóa 5 quyết định tiến hành điều chỉnh thiết lập thêm chức vụ Ủy viên Quốc vụ.

## Vai trò
Về lý thuyết, Ủy viên Quốc vụ là cộng sự hay trợ lý của Thủ tướng và Phó Thủ tướng để giám sát các bộ trưởng. Họ cũng có thể đại diện cho Quốc vụ viện thăm viếng nước ngoài. Ủy viên Quốc vụ là thành viên của Ủy ban Thường vụ Quốc vụ viện, cùng với Thủ tướng, Phó Thủ tướng, và Tổng Thư ký Quốc vụ viện. Cơ quan này tổ chức các cuộc họp hàng tuần. Trong thực tế, phạm vi quyền lực của Ủy viên Quốc vụ có thể trải ra trên phạm vi rất rộng. Ủy viên Quốc vụ thường tháp tùng các lãnh đạo Trung Quốc trong các chuyến thăm nước ngoài - như trường hợp của Đường Gia Triền từ 2003-2008 và Đới Bỉnh Quốc từ 2008 đến nay (6/2011). Đới Bỉnh Quốc đã từng được phân công thay mặt Chủ tịch Trung Quốc Hồ Cẩm Đào tại hội nghị thượng đỉnh G8 ở L'Aquila, Ý. Chủ tịch Hồ Cẩm Đào đã đột xuất rời khỏi hội nghị thượng đỉnh vì Bạo động tại Ürümqi giữa người Uyghur (Duy Ngô Nhĩ) và người Hán tại Tân Cương.

## Danh sách Ủy viên Quốc vụ

### Khóa 5 (1976-1983)
1. Dư Thu Lý
2. Cảnh Tiêu (Bộ trưởng Bộ Quốc phòng，sau không kiêm nhiệm)
3. Phương Nghị (Chủ nhiệm Ủy ban Khoa học Kỹ thuật Nhà nước)
4. Cốc Mục
5. Khang Thế Ân
6. Trần Mộ Hoa (nữ)
7. Bạc Nhất Ba (Phó Chủ nhiệm thứ nhất Ủy ban Cải cách Thể chế Kinh tế Nhà nước)
8. Cơ Bằng Phi（sau kiêm nhiệm Chủ nhiệm Văn phòng Hồng Kông Macao Quốc vụ viện）
9. Hoàng Hoa (Bộ trưởng Bộ Ngoại giao)
10. Trương Kính Phu (Chủ nhiệm Ủy ban Kinh tế Nhà nước)
11. Trương Ái Bình (bổ nhiệm thêm,Bộ trưởng Bộ Quốc phòng)

### Khóa 6 (1983-1988)
1. Phương Nghị (Chủ nhiệm Ủy ban Khoa học Kỹ thuật Nhà nước,sau không kiêm nhiệm)
2. Cốc Mục
3. Khang Thế Ân
4. Trần Mộ Hoa (nữ)
5. Cơ Bằng Phi（kiêm nhiệm Chủ nhiệm Văn phòng Hồng Kông Macao Quốc vụ viện）
6. Trương Kính Phu (Chủ nhiệm Ủy ban Kinh tế Nhà nước,sau không kiêm nhiệm)
7. Trương Ái Bình (Bộ trưởng Bộ Quốc phòng)
8. Ngô Học Khiêm (Bộ trưởng Bộ Ngoại giao)
9. Vương Bính Can (Bộ trưởng Bộ Tài chính)
10. Tống Bình (Chủ nhiệm Ủy ban Kế hoạch Nhà nước，sau không kiêm nhiệm)
11. Tống Kiện (Chủ nhiệm Ủy ban Khoa học Kỹ thuật Nhà nước)

### Khóa 7 (1988-1993)
1. Lý Thiết Ánh (Chủ nhiệm Ủy ban Giáo dục Nhà nước)
2. Tần Cơ Vĩ (Bộ trưởng Bộ Quốc phòng)
3. Vương Bính Can (Bộ trưởng Bộ Tài chính,sau không kiêm nhiệm)
4. Tống Kiện (Chủ nhiệm Ủy ban Khoa học Kỹ thuật Nhà nước)
5. Vương Phương (Bộ trưởng Bộ Công an,sau không kiêm nhiệm)
6. Trâu Gia Hoa (Trước sau Bộ trưởng Bộ Công nghệ Điện tử Cơ khí, Chủ nhiệm Ủy ban Kế hoạch Nhà nước)
7. Lý Quý Tiên (Thống đốc Ngân hàng Nhân dân Trung Quốc)
8. Trần Hy Đống (Thị trưởng Thành phố Bắc Kinh)
9. Trần Tuấn Sinh (Tổng Thư ký Quốc vụ viện)
10. Tiền Kỳ Sâm (Bộ trưởng Bộ Ngoại giao)

### Khóa 8 (1993-1998)
1. Lý Thiết Ánh (Chủ nhiệm thứ nhất Ủy ban Cải cách Thể chế Kinh tế Nhà nước)
2. Trì Hạo Điền (Bộ trưởng Bộ Quốc phòng)
3. Tống Kiện (Chủ nhiệm Ủy ban Khoa học Kỹ thuật Nhà nước)
4. Lý Quý Tiên (trước sau Thống đốc Ngân hàng Nhân dân Trung Quốc,Viện trưởng Viện Hành chính học Nhà nước
5. Trần Tuấn Sinh
6. Ismail Amet (Duy Ngô Nhĩ)-(Chủ nhiệm Ủy ban sự vụ Dân tộc Nhà nước)
7. Bành Bội Vân (nữ)-(Chủ nhiệm Ủy ban Kế hoạch hóa Gia đình Nhà nước)
8. La Cán (Tổng Thư ký Quốc vụ viện)

### Khóa 9 (1998-2003)
1. Trì Hạo Điền (Bộ trưởng Bộ Quốc phòng)
2. La Cán
3. Ngô Nghi (nữ)
4. Vương Trung Vũ (Tổng Thư ký Quốc vụ viện)
5. Ismail Amet

### Khóa 10 (2003-2008)
1. Chu Vĩnh Khang - Bộ trưởng Bộ Công an
2. Tào Cương Xuyên - Bộ trưởng Bộ Quốc phòng
3. Đường Gia Triền - Bộ trưởng Bộ Ngoại giao
4. Hoa Kiến Mẫn - Tổng Thư ký Quốc vụ viện
5. Trần Chí Lập (nữ)

### Khóa 11 (2008-2013)
1. Lưu Diên Đông - Phó Chủ tịch Hội nghị Hiệp thương chính trị toàn quốc (Chính hiệp) Trung Quốc
2. Lương Quang Liệt - Bộ trưởng Bộ Quốc phòng
3. Mã Khải - Tổng Thư ký Quốc vụ viện (các vấn đề kinh tế)
4. Mạnh Kiến Trụ - Bộ trưởng Bộ Công an
5. Đới Bỉnh Quốc - (các vấn đề đối ngoại)

### Khóa 12 (2013–2018)
| |                         |                                               |                      |                                                               |
| Dương Tinh ngày 24 tháng 2 năm 2018 bị Ủy ban Thường vụ Quốc hội khoá XII bỏ phiếu cách chức Tổng Thư ký Quốc vụ viện kiêm Ủy viên Quốc vụ | Thường Vạn Toàn         | Dương Khiết Trì                               | Quách Thanh Côn      | Vương Dũng                                                    |
| Tổng Thư ký Quốc vụ viện | Bộ trưởng Bộ Quốc phòng | Ủy viên Quốc vụ chuyên trách vấn đề đối ngoại | Bộ trưởng Bộ Công an | Ủy viên Quốc vụ phụ trách vốn đầu tư cho công nghiệp quốc gia |

### Khóa 13 (2018–2023)
|                         | |                         |                          |                      |
| Ngụy Phượng Hòa         | Vương Dũng                                                                                          | Vương Nghị              | Tiêu Tiệp                | Triệu Khắc Chí       |
| Bộ trưởng Bộ Quốc phòng | Ủy viên Quốc vụ phụ trách dân sự, quản lý khẩn cấp, quản lý tài sản nhà nước và giám sát thị trường | Bộ trưởng Bộ Ngoại giao | Tổng Thư ký Quốc vụ viện | Bộ trưởng Bộ Công an |

### Khóa 14 (2023-hiện tại)
|                         |                                                                                       |                                      |                          |                      |
| Lý Thượng Phúc          | Thầm Di Cầm                                                                           | Tần Cương                            | Ngô Chính Long           | Vương Tiểu Hồng      |
| Bộ trưởng Bộ Quốc phòng | Ủy viên Quốc vụ phụ trách dân vận, công tác cán bộ, an sinh xã hội, văn hóa, thể thao | Bộ trưởng Bộ Ngoại giao (đến 7/2023) | Tổng Thư ký Quốc vụ viện | Bộ trưởng Bộ Công an |